# Hugo I av Cypern
Hugo I av Cypern eller Hugues I de Lusignan, född 1194/1195, död 10 januari 1218, var regent av Cypern mellan 1205 och 1218. Han efterträdde fadern, Amalric av Lusignan, vid dennes bortgång den 1 april, 1205. Hugos mor var Eschiva av Ibelin, arvtagare till den gren av familjen Ibelin som hade erhållit Bethsan och Ramleh. Han var far till Henrik I av Cypern.